# 动物扮演

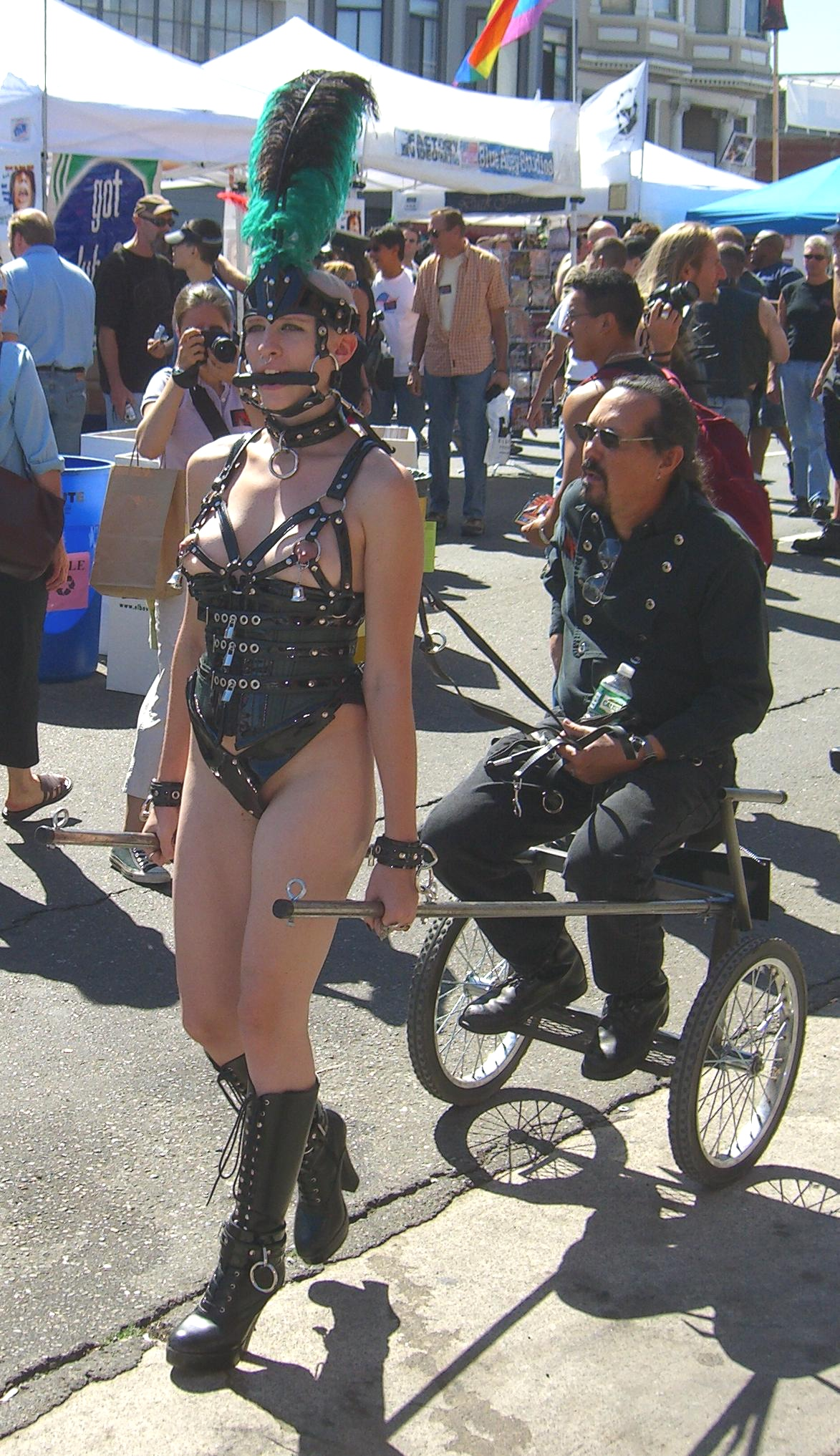

動物扮演是指人加上一些道具去扮演一些實際存在的動物或是幻想的動物，並且模仿該動物的肢體行動，例如扮演小狗則以四肢著地地爬行。
扮演動物的理由很多，例如Cosplay、情趣遊戲、商戶吸引顧客等，有的只是外表動物化，心理還是保持人的狀態，但是稍稍受所扮演的動物所影響，好比說扮演兔子、小貓就以比較溫馴的姿態。扮演花豹、小狗，則是比較狂野姿態。
有的是連心智都要表現得像動物，常見於BDSM的遊戲中，而伴侶的角色也可能是扮演動物，或是馴獸師、寵物主人或是騎師。扮演動物者，受到支配者以對待動物的方式對待獲得滿足。好比扮演小貓、小狗者被主人以項圈拴住，或是關進獸籠，以寵物的姿態生活進食。或是扮演馬，穿著馬具拉馬車，承受伴侶的鞭子。
無性暗示的動物扮演則常見於原始部落文化，像是北美洲的原住民文化以及史前傳說中，半人半獸的動物在他們的文化儀式中有很重要的地位。這些動物如神獸般地被尊敬，有的時候也拿來教育兒童，要求學習動物的求生智慧，以及運動姿態。

## 概觀
扮演動物的原因，往往與參與的人有大的歧異。不單只是一般的角色扮演，這牽涉到很多戲劇、小說、神話、傳說以及心理戲劇的觀點來分析這樣的現象。

### 情色應用

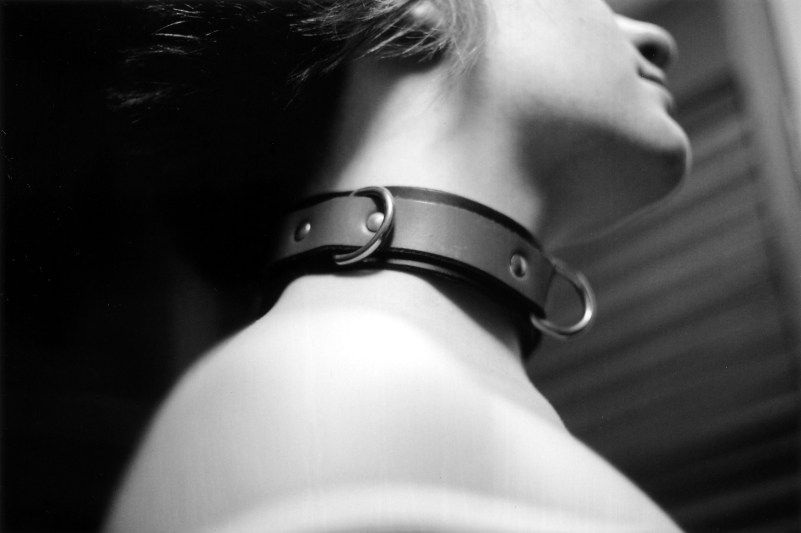
常見於BDSM遊戲中的項圈

就如同一般的情趣遊戲或是角色扮演，動物扮演的理由跟參與者的喜好心情相關。可能從只是簡單的模仿馬的嘶叫聲、狗吠聲，或是小貓小狗活動的姿態。到被主人餵食、被當作寵物把玩。有點類似年齡遊戲（Ageplay），透過遊戲可以當一些別於日常生活所扮演的角色。更複雜的可能如馬扮演時，加上一些馬具、嘴裡銜住口銜、加上馬尾以及穿上模仿馬蹄的靴子。扮演貓則可能加上貓耳、項圈、貓蹼以及貓尾。

### 小馬遊戲

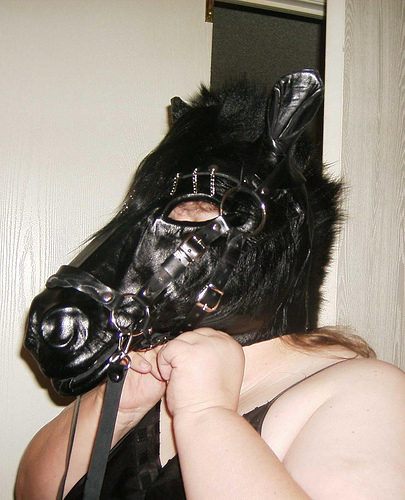
戴著馬面具

## 變形

### 小貓遊戲

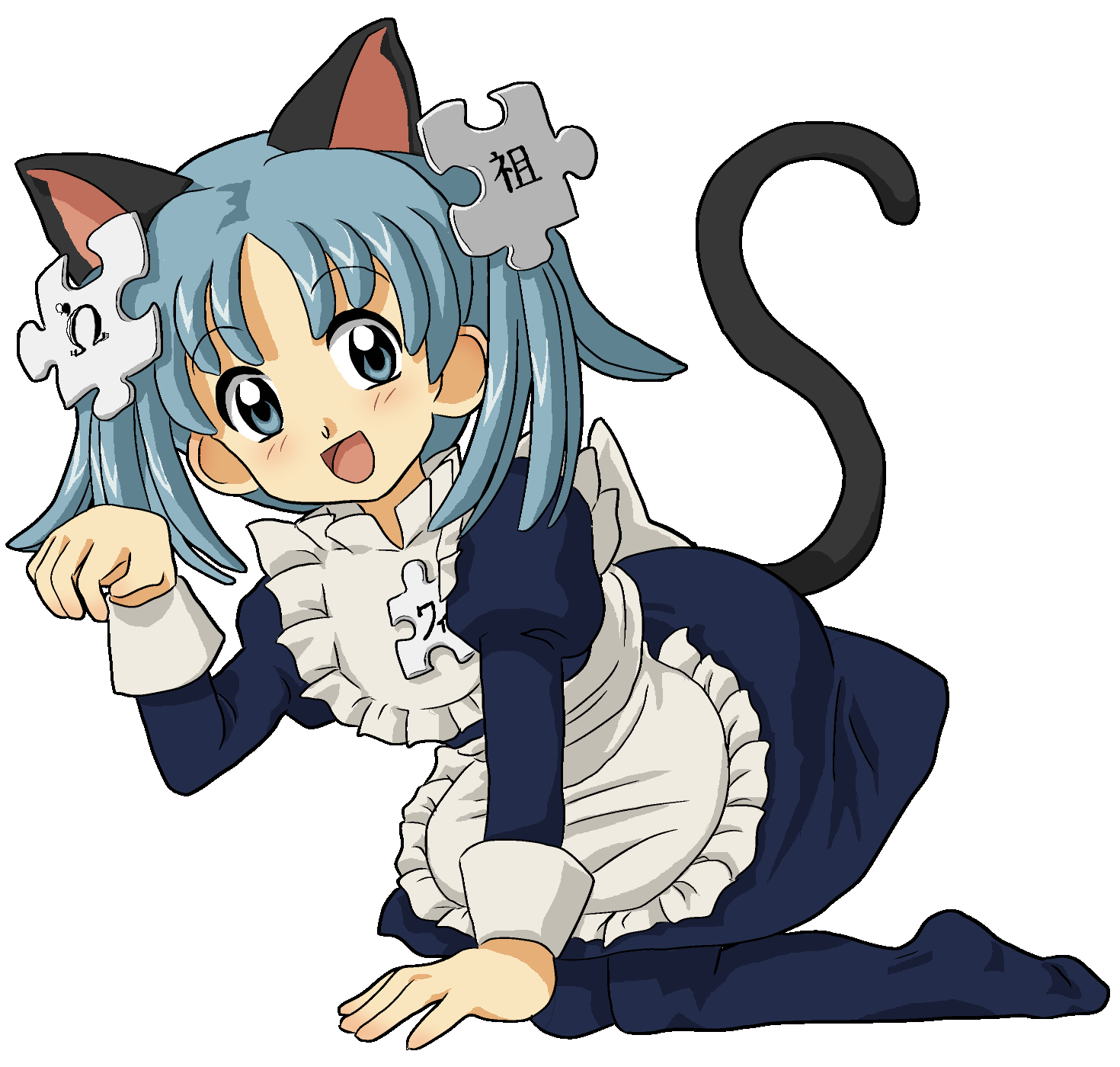
維基娘貓耳造型

西方式的小貓遊戲，主要是從性感內衣為出發點，外觀上較為性感，小貓泛指所有的貓科動物，如花豹、老虎等皆有人扮演。
東方式或是日式的小貓遊戲受卡通、ACG影響較深，因此比較屬於可愛形式。
不論是東方還是西方，最終目的是要充分令自己顯出貓的特徵。以下簡單地並依重要性及普遍度列出：
- 貓耳（獸耳）

Cosplay式的會像頭箍一般。生物式的則會從頭髮叢中隆起，雙耳毛色多與髮色一樣。獸人式的反而是從頭皮隆起的，髮與耳的分界較清晰。
日本的貓耳角的耳內軟毛一般都非常長，長至不需注視而可見的程度。
- 貓尾（獸尾）

根據人類脊骨骨骼的結構及進化發展，其下方末端之尾龍骨（Coccyx）原用作連接尾部，但因生物退化而失去。故此生物式的尾能夠以「尾龍骨連接著尾巴」直接出現，大部分的獸人亦同。至於Cosplay式的尾巴可以在腰間以腰帶、繩索等物件去固定。
以現實角度考慮，只有接通神經的尾巴，才有自主擺動的能力，但因為尾巴對於動物來說有移動、溝通、求生等用途，擁有尾巴的角色也有「可啟動以上能力」的影響，所以在ACG作品中，此點可被忽略。
- 虎牙和貓嘴

活潑調皮的角色才會擁有的特徵，沒有此固定性格的人物則不會經常現出，也不一定是貓耳的角色才有這兩種特徵。
- 四肢腕掌（肉球、爪等）

貓耳需要以貓的實際方式行動的必須品，大多以軟毛手套和軟毛長靴代表，擁有獸類部份較多的人物的則會與皮膚同化。
- 寵物形裝飾（項圈、鈴等）

象徵貓耳為某人的寵物或者受制於某人。也可以純粹作裝飾用。
- 貓瞳╱貓眼

貓的虹膜，也就是在日間瞳孔呈尖狀、夜間反光的眼睛，是貓作為動物與人相比的一大特徵。它表出野性和陰沈，不適合用來表達廣泛貓耳角色的性格，所以非常罕見。